# Ashkan Dejagah
Sayed Ashkan Dejagah (Perzisch: اشكان دژآگه; Teheran, 5 juli 1986) is een Iraans-Duits voetballer die bij voorkeur als vleugelaanvaller speelt. Hij tekende in januari 2017 een contract voor zes maanden bij VfL Wolfsburg, dat hem transfervrij inlijfde na zijn vertrek bij Al-Arabi. In zijn verbintenis werd een optie voor nog een seizoen opgenomen. Dejagah debuteerde in 2012 in het Iraans nationaal elftal, nadat hij van 2005 tot en met 2009 voor Duitsland –21 was uitgekomen.

## Clubcarrière

### Hertha BSC
Dejagah maakte zijn debuut voor Hertha BSC in de Bundesliga op 7 augustus 2004 op de openingsspeeldag van het nieuwe seizoen tegen VfL Bochum. Hij werd de jongste speler ooit die uitkwam voor Hertha BSC, waar hij doorstroomde vanuit de jeugdopleiding.

### Wolfsburg
In juli 2007 ging hij naar VfL Wolfsburg. In zijn eerste seizoen scoorde hij meteen acht doelpunten. In zijn tweede seizoen was hij basisspeler in het elftal met onder meer Edin Džeko, Josué, Andrea Barzagli en Grafite dat landskampioen werd. Toen Armin Veh werd aangesteld als nieuwe coach, verloor hij zijn basisplek. Onder Felix Magath won hij zijn basisplaats terug en was hij tijdens het seizoen 2011-2012 een van de sleutelspelers van VfL Wolfsburg. Dejagah scoorde in totaal 19 keer in de Bundesliga en gaf 25 assists.

### Fulham
Op 31 augustus 2012 tekende Dejagah een driejarig contract bij Fulham. Daar vond hij zijn ex-teamgenoot van bij Wolfsburg Sacha Riether terug. Hij was pas de derde Iraniër ooit in de Premier League. Enkel Andranik Teymourian en Karim Bagheri gingen hem voor. Hij maakte zijn debuut voor Fulham op 20 oktober 2012 tegen Aston Villa. Hij verving Kieran Richardson twintig minuten voor affluiten. Op 10 november 2012 stond hij voor het eerst in de basiself. Fulham speelde 3-3 gelijk bij Arsenal, na twee treffers van Dimitar Berbatov en een van Alexander Kačaniklić.

## Interlandcarrière

### Duitsland
Dejagah speelde voor diverse Duitse jeugdelftallen. Bij Duitsland -19 droeg hij het felbegeerde nummer 10 shirt. In oktober 2007 weigerde Dejagah met Duitsland -21 een interland te spelen in Israël, omdat hij half Iraniër is. Hij maakte die keuze niet uit politieke of racistische overwegingen, maar om zijn familie te beschermen. Er werd gevraagd om Dejagah niet langer op te roepen voor Duitsland -21, maar na een gesprek met de Duitse bondsvoorzitter werd dit voorstel van tafel geworpen.

### Iran
Er werd gesuggereerd dat Dejagah liever voor Iran zou willen uitkomen dan voor Duitsland, maar hijzelf verklaarde dat hij nooit over die optie had nagedacht. Op 15 februari 2012 werd hij opgeroepen voor het nationaal elftal. Hij scoorde tweemaal bij zijn debuut voor Iran op 29 februari 2012 tegen Qatar.

## Erelijst
VfL Wolfsburg
- Bundesliga

2009
1 Beiranvand ·
2 Torabi ·
3 Hajsafi ·
4 Cheshmi ·
5 Mohammadi ·
6 Ezatolahi ·
7 Shojaei  ·
8 Pouraliganji ·
9 Ebrahimi ·
10 Ansarifard ·
11 Amiri ·
12 Mazaheri ·
13 Khanzadeh ·
14 Ghoddos ·
15 Montazeri ·
16 Ghoochannejhad ·
17 Taremi ·
18 Jahanbakhsh ·
19 Hosseini ·
20 Azmoun ·
21 Dejagah ·
22 Abedzadeh ·
23 Rezaeian ·
Coach: Queiroz